# 데라기촌
데라기촌(照来村)은 효고현 미카타군에 있던 촌이다. 현재의 신온센정의 남동부에 해당한다. 효고현립 다지마 목장공원 주변에 해당한다.